# 부미 페드네카르
부미 페드네카르(힌디어: भूमि पेडनेकर, 영어: Bhumi Pednekar, 1989년 7월 18일 ~ )는 인도의 배우이다.